# Иван Бончев
Иван Бончев Бончев е български офицер, генерал-майор, командир на 18-и пехотен етърски полк през Балканските войни (1912 – 1913), на 3-та бригада от 9-а пехотна плевенска дивизия и 5-а пехотна дунавска дивизия по време на Първата световна война (1915 – 1918).

## Биография
Иван Бончев е роден на 20 юни 1866 година в Ески Джумая, Османска империя. Постъпва на военна служба на 11 юли 1883 година. През 1887 година завършва в осми випуск на Военното училище в София и на 27 април е произведен в чин подпоручик. През 1900 г. служи като дружинен командир в 17-и пехотен доростолски полк. През 1908 г. завършва Николаевската генералщабна академия в Санкт-Петербург. От 1909 г. е председател на домакинската комисия в 17-и пехотен доростолски полк, а от 1911 г. е началник на 17-о полково военно окръжие.
На 24 октомври 1912 година, по време на Балканската война (1912 – 1913) подполковник Иван Бончев е назначен за командир на 18-и пехотен етърски полк, с който полк участва в Балканската (1912 – 1913) и Междусъюзническата война (1913). Командва полка до 5 октомври 1913 година. От 18 май 1914 до 1915 година командва 20-и пехотен добруджански полк.
През Първата световна война (1915 – 1918) първоначално командва 3-та бригада от 9-а пехотна плевенска дивизия, след което е началник на 5-а пехотна дунавска дивизия, която влиза в състава на 2-ра армия и воюва на Македонския фронт. През 1918 г. е повишен в чин генерал-майор и след края на войната, на 31 октомври 1918 е уволнен и преминава в запаса.
Генерал-майор Иван Бончев умира през 1958 година.

## Семейство
Иван Бончев е женен и има 4 деца.

## Военни звания
- Подпоручик (27 април 1887)
- Поручик (18 май 1890)
- Капитан (2 август 1894)
- Майор (18 май 1905)
- Подполковник (1911)
- Полковник (18 май 1914)
- Генерал-майор (1918)

## Награди
- Войнишки кръст „За храброст“ IV степен (1885)
- Народен орден „За заслуга“ на обикновена лента (1889)
- Знак „За 10 години отлична служба“ (1897)
- Народен орден „За военна заслуга“ V степен с корона на обикновена лента (1906)
- Знак „За 20 години отлична служба“ (1907)
- Възпоменателен кръст „За независимостта на България 1908 година“ (1909)
- Военен орден „За храброст“ IV степен, 2-ри клас (1913)
- Княжеский орден „Св. Александър“ IV степен с мечове по средата (1914)
- Военен орден „За храброст“ III степен, 2-ри клас (1917)

### Чуждестранни
- Орден „Железен кръст“ II степен, Германска империя (1916)
- Орден „Железен кръст“ I степен, Германска империя (1917)
- Кръст „За военна заслуга“ II степен, Австро-Унгария (1917)
- Орден „Железен полумесец“, Османска империя (1917)